# 鎧甲蝦類

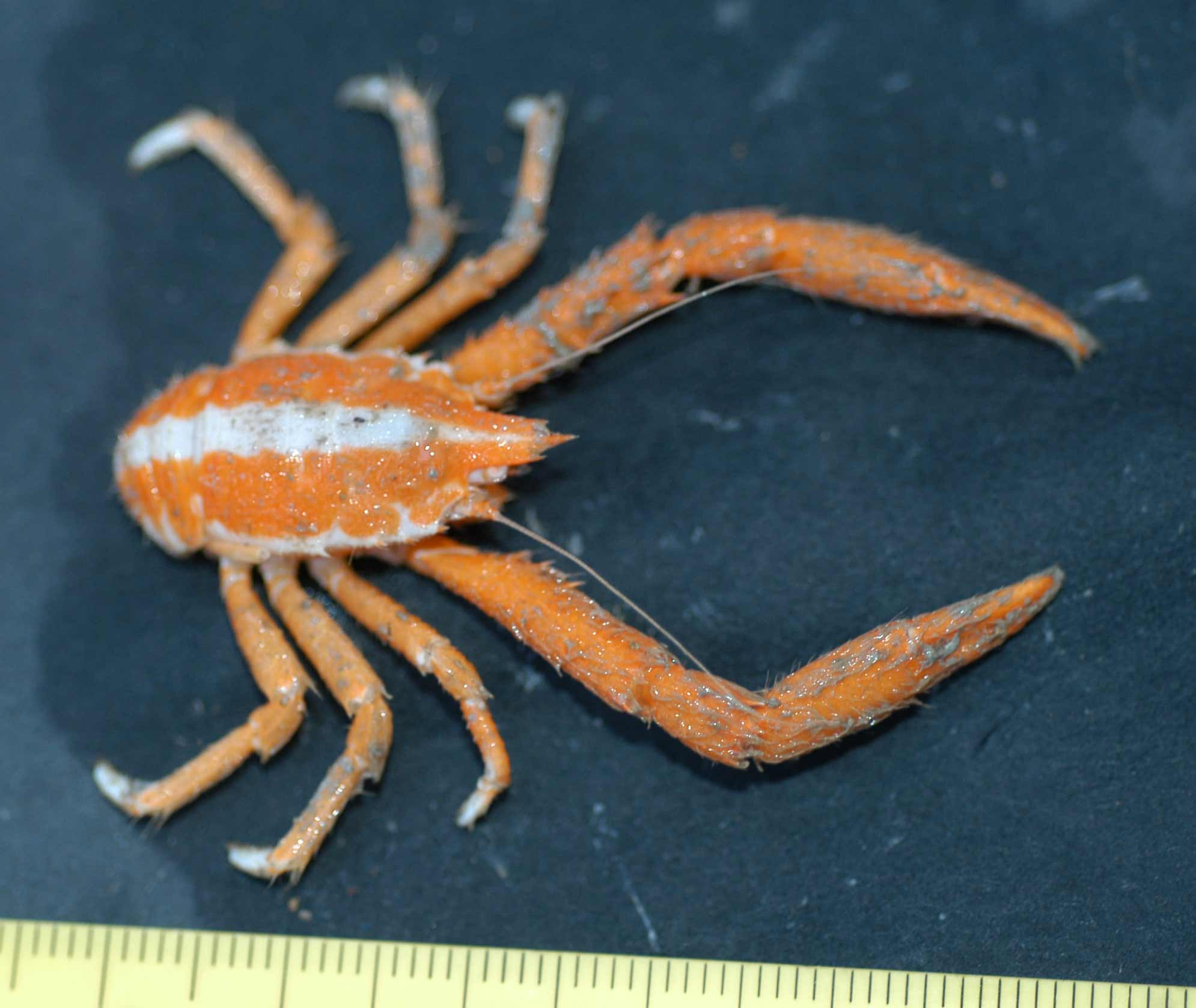
Munidopsis serricornis (Galatheidae)

鎧甲蝦（Squat lobsters），也直譯作蹲龍蝦，是一種腹部扁平的甲殼類動物，有長的尾巴，往下彎至胸部。現時鎧甲蝦類生物可大致分為兩大家族：鎧甲蝦總科（Galatheoidea）及劣柱蝦總科（Chirostyloidea），兩者與寄居蟹及Hippoidea均為十足目異尾下目的成員。本類物種分佈於全世界各個海洋，從近水面到深海均有。

## 外部連結
- 維基物種上的相關：鎧甲蝦類
- 維基物種上的相關：鎧甲蝦類
- 维基共享资源上的相關多媒體資源：鎧甲蝦類
- 维基共享资源上的相關多媒體資源：鎧甲蝦類